# Can't Let Her Get Away
Can't Let Her Get Away is een nummer van de Amerikaanse popster Michael Jackson.
Het nummer staat op zijn album Dangerous uit 1991. Het nummer werd niet als single uitgebracht en stond ook alleen maar op het verzamelalbum King of Pop: The Belgian Collection. 
Can't Let Her Get Away was de soundtrack van de film The Meteor Man uit 1993.